# NHL Outdoors at Lake Tahoe

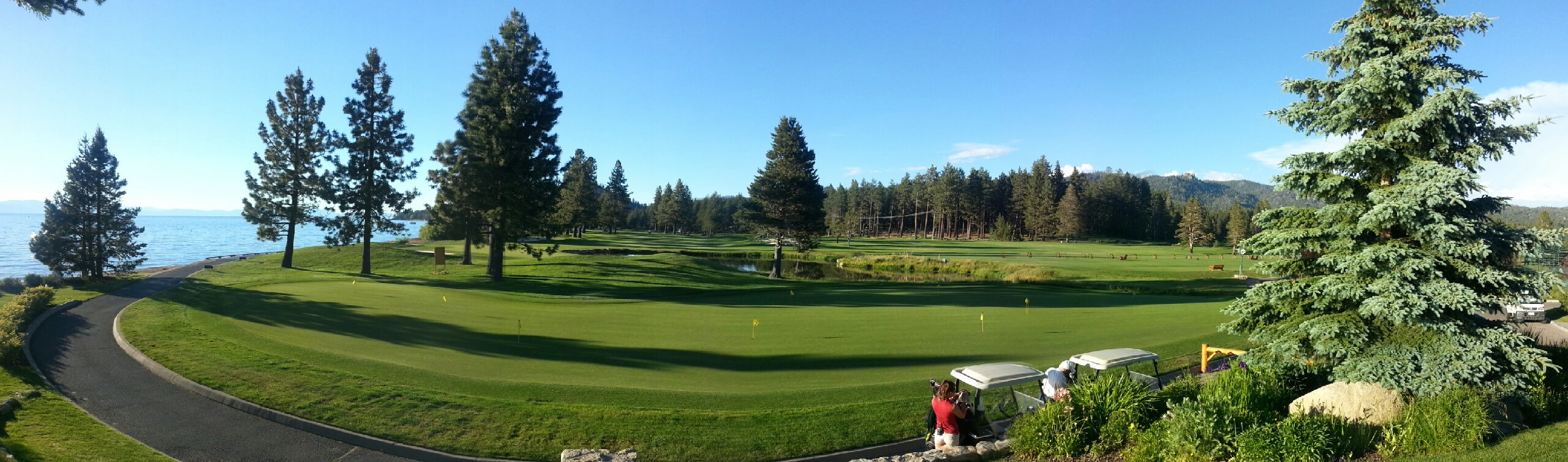
En del av Edgewood Tahoe Resorts golfbana och med Tahoesjön till vänster i juli 2013. Man kan både se 18:e hålets green (bakom skylten vid träden) och dess fairway i bakgrunden.

NHL Outdoors at Lake Tahoe var ett sportarrangemang i den nordamerikanska ishockeyligan National Hockey League (NHL) där två grundspelsmatcher spelades på en uppbyggd ishockeyrink på Edgewood Tahoe Resorts golfbanas 18:e hålets fairway i Stateline, Nevada i USA, vid Tahoesjön. Inga åskådare var tillåtna att närvara och arrangemanget ersatte NHL Winter Classic och NHL Stadium Series som ställdes in på grund av coronaviruspandemin 2019–2021.
Den första matchen spelades den 20 februari 2021 mellan Colorado Avalanche och Vegas Golden Knights och gick under namnet Bridgestone NHL Outdoors Saturday. Dagen därpå spelades Honda NHL Outdoors Sunday där Boston Bruins mötte Philadelphia Flyers.

## Bridgestone NHL Outdoors Saturday

### Laguppställningarna
| Vänsterforwards       | Centrar                  | Högerforwards      |
| --------------------- | ------------------------ | ------------------ |
| André Burakovsky      | Nathan MacKinnon (A)     | Mikko Rantanen (A) |
| Brandon Saad          | Nazem Kadri              | Joonas Donskoi     |
| Gabriel Landeskog (C) | J.T. Compher             | Tyson Jost         |
| Matt Calvert          | Pierre-Édouard Bellemare | Valerij Nitjusjkin |
| Backar                |                          | Backar             |
| Ryan Graves           |                          | Cale Makar         |
| Devon Toews           |                          | Bowen Byram        |
| Samuel Girard         |                          | Conor Timmins      |
|                       | Målvakter                |                    |
|                       | Philipp Grubauer         |                    |
|                       | Adam Werner              |                    |
|                       | Tränare                  |                    |
|                       | Jared Bednar             |                    |

| Vänsterforwards       | Centrar             | Högerforwards        |
| --------------------- | ------------------- | -------------------- |
| Max Pacioretty        | Chandler Stephenson | Mark Stone (C)       |
| Jonathan Marchessault | William Karlsson    | Reilly Smith (A)     |
| Alex Tuch             | Cody Glass          | Keegan Kolesar       |
| William Carrier       | Nicolas Roy         | Ryan Reaves          |
| Backar                |                     | Backar               |
| Alec Martinez         |                     | Alex Pietrangelo (A) |
| Nick Holden           |                     | Shea Theodore        |
| Nicolas Hague         |                     | Zach Whitecloud      |
|                       | Målvakter           |                      |
|                       | Marc-André Fleury   |                      |
|                       | Oscar Dansk         |                      |
|                       | Tränare             |                      |
|                       | Peter DeBoer        |                      |

### Resultatet
| 0287 | 21 februari 2021 | Colorado Avalanche | 3 – 2   | Vegas Golden Knights | Edgewood Tahoe Resort                                                                                              | |
|      |                  | Första perioden: Samuel Girard (02:58) Assists: MacKinnon, Rantanen Andra perioden: Nathan MacKinnon (11:18) Assist: Toews Tredje perioden: Devon Toews (13:11) Assists: MacKinnon, Rantanen | Rapport | Första perioden: — Andra perioden: (07:37) Alec Martinez Assists: Marchessault, Pietrangelo Tredje perioden: (14:25) Alex Tuch Assist: Whitecloud | Stateline, Nevada, USA Publik: 0 Domare: Wes McCauley, Kelly Sutherland Linjedomare: Matt MacPherson, Jonny Murray | Stateline, Nevada, USA Publik: 0 Domare: Wes McCauley, Kelly Sutherland Linjedomare: Matt MacPherson, Jonny Murray |
|      |                  | |         | | Stateline, Nevada, USA Publik: 0 Domare: Wes McCauley, Kelly Sutherland Linjedomare: Matt MacPherson, Jonny Murray | Stateline, Nevada, USA Publik: 0 Domare: Wes McCauley, Kelly Sutherland Linjedomare: Matt MacPherson, Jonny Murray |
|      |                  | |         | | Stateline, Nevada, USA Publik: 0 Domare: Wes McCauley, Kelly Sutherland Linjedomare: Matt MacPherson, Jonny Murray | Stateline, Nevada, USA Publik: 0 Domare: Wes McCauley, Kelly Sutherland Linjedomare: Matt MacPherson, Jonny Murray |

#### Matchstatistik
|                     | Colorado Avalanche | Vegas Golden Knights |
| ------------------- | ------------------ | -------------------- |
| Powerplay           | 0/4                | 0/4                  |
| Tacklingar          | 15                 | 23                   |
| Vunna tekningar (%) | 51                 | 49                   |
| Blockerade skott    | 14                 | 11                   |
| Utvisningsminuter   | 10                 | 12                   |

| Period | Colorado Avalanche | Vegas Golden Knights |
| ------ | ------------------ | -------------------- |
| Första | 17                 | 8                    |
| Andra  | 13                 | 8                    |
| Tredje | 9                  | 13                   |
| Totalt | 39                 | 29                   |

#### Utvisningar
| Spelare          | Utvisning            | Utvisningsminuter | Tid             |
| Första perioden  | Första perioden      | Första perioden   | Första perioden |
| Andra perioden   | Andra perioden       | Andra perioden    | Andra perioden  |
| ---------------- | -------------------- | ----------------- | --------------- |
| Tyson Jost       | Interference         | 2:00              | 10:44           |
| Joonas Donskoi   | Målvaktsinterference | 2:00              | 16:15           |
| André Burakovsky | Hög klubba           | 2:00              | 18:09           |
| Tredje perioden  |                      |                   |                 |
| Nazem Kadri      | Tripping             | 2:00              | 01:59           |
| Cale Makar       | Fördröjning av spel  | 2:00              | 02:37           |
| Källa:           |                      |                   |                 |

| Spelare                                            | Utvisning                 | Utvisningsminuter | Tid             |
| Första perioden                                    | Första perioden           | Första perioden   | Första perioden |
| -------------------------------------------------- | ------------------------- | ----------------- | --------------- |
| Mark Stone                                         | Hög klubba (blodvite)     | 4:00 (2:00 x2)    | 16:03           |
| Lagstraff (Keegan Kolesar)                         | För många spelare på isen | 2:00              | 18:40           |
| Andra perioden                                     |                           |                   |                 |
| William Carrier                                    | Fördrökning av spelet     | 2:00              | 03:18           |
| Chandler Stephenson                                | Cross-checking            | 2:00              | 10:44           |
| Alex Tuch                                          | Målvaktsinterference      | 2:00              | 17:44           |
| Tredje perioden                                    |                           |                   |                 |
| Termer: Förseelser som leder till utvisningsstraff |                           |                   |                 |

### Statistik

#### Colorado Avalanche

##### Utespelare
| Spelare                  | Mål | Assists | Poäng | +/− | Utvisningsminuter | Skott | Vunna tekningar (%) | Tacklingar | Tid på isen |
| ------------------------ | --- | ------- | ----- | --- | ----------------- | ----- | ------------------- | ---------- | ----------- |
| Nathan MacKinnon         | 1   | 2       | 3     | +2  | 0                 | 5     | 53                  | 0          | 15:26       |
| Devon Toews              | 1   | 1       | 2     | +1  | 0                 | 2     | —                   | 0          | 22:59       |
| Mikko Rantanen           | 0   | 2       | 2     | +1  | 0                 | 4     | 75                  | 0          | 19:41       |
| Samuel Girard            | 1   | 0       | 1     | +1  | 0                 | 3     | —                   | 0          | 20:48       |
| Pierre-Édouard Bellemare | 0   | 0       | 0     | 0   | 0                 | 4     | 54                  | 1          | 12:53       |
| André Burakovsky         | 0   | 0       | 0     | +1  | 2                 | 0     | —                   | 0          | 12:42       |
| Bowen Byram              | 0   | 0       | 0     | 0   | 0                 | 1     | —                   | 4          | 14:25       |
| Matt Calvert             | 0   | 0       | 0     | 0   | 0                 | 4     | —                   | 1          | 12:32       |
| J.T. Compher             | 0   | 0       | 0     | 0   | 0                 | 0     | 50                  | 1          | 13:02       |
| Joonas Donskoi           | 0   | 0       | 0     | -1  | 2                 | 2     | —                   | 0          | 12:35       |
| Ryan Graves              | 0   | 0       | 0     | 0   | 0                 | 1     | —                   | 2          | 20:16       |
| Tyson Jost               | 0   | 0       | 0     | 0   | 2                 | 0     | 100                 | 1          | 12:28       |
| Nazem Kadri              | 0   | 0       | 0     | -1  | 2                 | 6     | 32                  | 1          | 18:40       |
| Gabriel Landeskog        | 0   | 0       | 0     | 0   | 0                 | 2     | 67                  | 3          | 19:01       |
| Cale Makar               | 0   | 0       | 0     | +1  | 2                 | 2     | —                   | 0          | 24:10       |
| Valerij Nitjusjkin       | 0   | 0       | 0     | 0   | 0                 | 2     | —                   | 0          | 09:14       |
| Brandon Saad             | 0   | 0       | 0     | 0   | 0                 | 1     | 100                 | 0          | 13:22       |
| Conor Timmins            | 0   | 0       | 0     | -1  | 0                 | 0     | —                   | 1          | 09:52       |
| Källa:                   |     |         |       |     |                   |       |                     |            |             |

##### Målvakt
| Spelare          | Skott mot sig | Räddningar | Insläppta mål | Räddningsprocent | Utvisningsminuter | Tid på isen |
| ---------------- | ------------- | ---------- | ------------- | ---------------- | ----------------- | ----------- |
| Philipp Grubauer | 29            | 27         | 2             | 0,931            | 0                 | 60:00       |
| Källa:           |               |            |               |                  |                   |             |

#### Vegas Golden Knights

##### Utespelare
| Spelare               | Mål | Assists | Poäng | +/− | Utvisningsminuter | Skott | Vunna tekningar (%) | Tacklingar | Tid på isen |
| --------------------- | --- | ------- | ----- | --- | ----------------- | ----- | ------------------- | ---------- | ----------- |
| Alec Martinez         | 1   | 0       | 1     | 0   | 0                 | 3     | —                   | 2          | 24:56       |
| Alex Tuch             | 1   | 0       | 1     | +1  | 2                 | 2     | —                   | 0          | 14:02       |
| Jonathan Marchessault | 0   | 1       | 1     | 0   | 0                 | 2     | 33                  | 1          | 16:54       |
| Alex Pietrangelo      | 0   | 1       | 1     | -2  | 0                 | 3     | —                   | 1          | 26:43       |
| Zach Whitecloud       | 0   | 1       | 1     | +1  | 0                 | 1     | —                   | 1          | 14:02       |
| William Carrier       | 0   | 0       | 0     | -1  | 2                 | 0     | —                   | 5          | 07:24       |
| Cody Glass            | 0   | 0       | 0     | +1  | 0                 | 0     | 46                  | 0          | 13:21       |
| Nicolas Hague         | 0   | 0       | 0     | +1  | 0                 | 0     | —                   | 1          | 14:36       |
| Nick Holden           | 0   | 0       | 0     | 0   | 0                 | 1     | —                   | 1          | 10:45       |
| William Karlsson      | 0   | 0       | 0     | 0   | 0                 | 1     | 57                  | 0          | 20:29       |
| Keegan Kolesar        | 0   | 0       | 0     | +1  | 0                 | 0     | —                   | 4          | 09:52       |
| Max Pacioretty        | 0   | 0       | 0     | -1  | 0                 | 5     | 60                  | 0          | 19:04       |
| Ryan Reaves           | 0   | 0       | 0     | -1  | 0                 | 1     | —                   | 4          | 07:31       |
| Nicolas Roy           | 0   | 0       | 0     | -1  | 0                 | 0     | 33                  | 2          | 08:12       |
| Reilly Smith          | 0   | 0       | 0     | 0   | 0                 | 1     | —                   | 0          | 17:14       |
| Chandler Stephenson   | 0   | 0       | 0     | 0   | 2                 | 1     | 50                  | 1          | 18:32       |
| Mark Stone            | 0   | 0       | 0     | -1  | 4                 | 4     | —                   | 0          | 19:03       |
| Shea Theodore         | 0   | 0       | 0     | -2  | 0                 | 4     | —                   | 0          | 26:51       |
| Källa:                |     |         |       |     |                   |       |                     |            |             |

##### Målvakt
| Spelare           | Skott mot sig | Räddningar | Insläppta mål | Räddningsprocent | Utvisningsminuter | Tid på isen |
| ----------------- | ------------- | ---------- | ------------- | ---------------- | ----------------- | ----------- |
| Marc-André Fleury | 39            | 36         | 3             | 0,923            | 0                 | 58:29       |
| Källa:            |               |            |               |                  |                   |             |

## Honda NHL Outdoors Sunday

### Laguppställningarna
| Vänsterforwards   | Centrar              | Högerforwards     |
| ----------------- | -------------------- | ----------------- |
| Brad Marchand (A) | Patrice Bergeron (C) | David Pastrňák    |
| Nick Ritchie      | Charlie Coyle        | Craig Smith       |
| Anders Bjork      | Jack Studnicka       | Jake DeBrusk      |
| Trent Frederic    | Sean Kuraly          | Chris Wagner      |
| Backar            |                      | Backar            |
| Jérémy Lauzon     |                      | Charlie McAvoy    |
| John Moore        |                      | Brandon Carlo (A) |
| Connor Clifton    |                      | Urho Vaakanainen  |
|                   | Målvakter            |                   |
|                   | Tuukka Rask          |                   |
|                   | Jaroslav Halák       |                   |
|                   | Tränare              |                   |
|                   | Bruce Cassidy        |                   |

| Vänsterforwards   | Centrar            | Högerforwards       |
| ----------------- | ------------------ | ------------------- |
| Joel Farabee      | Sean Couturier (A) | James van Riemsdyk  |
| Michael Raffl     | Kevin Hayes (A)    | Nicolas Aubé-Kubel  |
| Connor Bunnaman   | Nolan Patrick      | Maksym Susjko       |
| Samuel Morin      | Andy Andreoff      | Mark Friedman       |
| Backar            |                    | Backar              |
| Ivan Provorov (A) |                    | Philippe Myers      |
| Travis Sanheim    |                    | Shayne Gostisbehere |
| Robert Hägg       |                    | Erik Gustafsson     |
|                   | Målvakter          |                     |
|                   | Carter Hart        |                     |
|                   | Brian Elliott      |                     |
|                   | Tränare            |                     |
|                   | Alain Vigneault    |                     |

Notering: Philadelphia Flyers kom till spel utan de ordinarie spelarna Claude Giroux (C), Jakub Voráček, Travis Konecny, Scott Laughton, Oskar Lindblom och Justin Braun på grund av att samtliga hade insjuknat i Covid-19.

### Resultatet
| 0290 | 21 februari 2021 | Boston Bruins | 7 – 3   | Philadelphia Flyers | Edgewood Tahoe Resort                                                                                              | |
|      |                  | Första perioden: David Pastrňák (00:34) Assists: Marchand, Bergeron Charlie McAvoy (15:27) Assists: Marchand, Clifton Andra perioden: David Pastrňák (00:46) Assists: Ritchie, Vaakanainen Charlie Coyle (16:14) Assist: Smith Trent Frederic (16:47) Assists: Moore, Clifton Nick Ritchie (PP) (17:53) Assists: Moore, Smith Tredje perioden: David Pastrňák (17:04) Assist: Studnicka | Rapport | Första perioden: (06:41) Joel Farabee Assists: Couturier, van Riemsdyk (14:48) Sean Couturier Assists: Hayes, van Riemsdyk Andra perioden: — Tredje perioden: (12:45) (PP) James van Riemsdyk Assists: Hayes, Provorov | Stateline, Nevada, USA Publik: 0 Domare: Wes McCauley, Kelly Sutherland Linjedomare: Matt MacPherson, Jonny Murray | Stateline, Nevada, USA Publik: 0 Domare: Wes McCauley, Kelly Sutherland Linjedomare: Matt MacPherson, Jonny Murray |
|      |                  | |         | | Stateline, Nevada, USA Publik: 0 Domare: Wes McCauley, Kelly Sutherland Linjedomare: Matt MacPherson, Jonny Murray | Stateline, Nevada, USA Publik: 0 Domare: Wes McCauley, Kelly Sutherland Linjedomare: Matt MacPherson, Jonny Murray |
|      |                  | |         | | Stateline, Nevada, USA Publik: 0 Domare: Wes McCauley, Kelly Sutherland Linjedomare: Matt MacPherson, Jonny Murray | Stateline, Nevada, USA Publik: 0 Domare: Wes McCauley, Kelly Sutherland Linjedomare: Matt MacPherson, Jonny Murray |

#### Matchstatistik
|                     | Boston Bruins | Philadelphia Flyers |
| ------------------- | ------------- | ------------------- |
| Powerplay           | 1/3           | 1/3                 |
| Tacklingar          | 23            | 31                  |
| Vunna tekningar (%) | 52            | 48                  |
| Blockerade skott    | 16            | 8                   |
| Utvisningsminuter   | 6             | 6                   |

| Period | Boston Bruins | Philadelphia Flyers |
| ------ | ------------- | ------------------- |
| Första | 8             | 11                  |
| Andra  | 15            | 3                   |
| Tredje | 12            | 5                   |
| Totalt | 35            | 19                  |

#### Utvisningar
| Spelare         | Utvisning       | Utvisningsminuter | Tid             |
| Första perioden | Första perioden | Första perioden   | Första perioden |
| Andra perioden  | Andra perioden  | Andra perioden    | Andra perioden  |
| --------------- | --------------- | ----------------- | --------------- |
| Anders Bjork    | Holding         | 2:00              | 18:16           |
| Tredje perioden |                 |                   |                 |
| Anders Bjork    | Hakning         | 2:00              | 09:31           |
| Brendan Carlo   | Interference    | 2:00              | 12:37           |
| Källa:          |                 |                   |                 |

| Spelare                                            | Utvisning                 | Utvisningsminuter | Tid             |
| Första perioden                                    | Första perioden           | Första perioden   | Första perioden |
| -------------------------------------------------- | ------------------------- | ----------------- | --------------- |
| Sean Couturier                                     | Tripping                  | 2:00              | 12:43           |
| Andra perioden                                     |                           |                   |                 |
| Lagstraff (Andy Andreoff)                          | För många spelare på isen | 2:00              | 06:17           |
| Andy Andreoff                                      | Roughing                  | 2:00              | 16:47           |
| Tredje perioden                                    |                           |                   |                 |
| Termer: Förseelser som leder till utvisningsstraff |                           |                   |                 |

### Statistik

#### Boston Bruins

##### Utespelare
| Spelare          | Mål | Assists | Poäng | +/− | Utvisningsminuter | Skott | Vunna tekningar (%) | Tacklingar | Tid på isen |
| ---------------- | --- | ------- | ----- | --- | ----------------- | ----- | ------------------- | ---------- | ----------- |
| David Pastrňák   | 3   | 0       | 3     | +4  | 0                 | 4     | —                   | 0          | 18:09       |
| Nick Ritchie     | 1   | 1       | 2     | +2  | 0                 | 2     | —                   | 1          | 14:52       |
| Connor Clifton   | 0   | 2       | 2     | +3  | 0                 | 1     | —                   | 1          | 23:06       |
| Brad Marchand    | 0   | 2       | 2     | +3  | 0                 | 0     | 0                   | 2          | 16:53       |
| John Moore       | 0   | 2       | 2     | +2  | 0                 | 2     | —                   | 2          | 22:39       |
| Craig Smith      | 0   | 2       | 2     | +1  | 0                 | 2     | 50                  | 1          | 14:04       |
| Charlie Coyle    | 1   | 0       | 1     | +2  | 0                 | 3     | 33                  | 1          | 17:52       |
| Trent Frederic   | 1   | 0       | 1     | 0   | 0                 | 2     | —                   | 2          | 12:20       |
| Charlie McAvoy   | 1   | 0       | 1     | +2  | 0                 | 3     | —                   | 1          | 23:59       |
| Patrice Bergeron | 0   | 1       | 1     | +2  | 0                 | 1     | 71                  | 1          | 15:24       |
| Jack Studnicka   | 0   | 1       | 1     | +1  | 0                 | 2     | 50                  | 0          | 14:07       |
| Urho Vaakanainen | 0   | 1       | 1     | 0   | 0                 | 3     | —                   | 0          | 23:28       |
| Anders Bjork     | 0   | 0       | 0     | 0   | 4                 | 0     | —                   | 2          | 14:13       |
| Brendan Carlo    | 0   | 0       | 0     | 0   | 2                 | 2     | —                   | 4          | 21:16       |
| Jake DeBrusk     | 0   | 0       | 0     | 0   | 0                 | 4     | 0                   | 1          | 14:35       |
| Sean Kuraly      | 0   | 0       | 0     | -1  | 0                 | 3     | 71                  | 2          | 14:26       |
| Jérémy Lauzon    | 0   | 0       | 0     | +1  | 0                 | 0     | —                   | 0          | 0:34        |
| Chris Wagner     | 0   | 0       | 0     | -1  | 0                 | 1     | 33                  | 2          | 13:55       |
| Källa:           |     |         |       |     |                   |       |                     |            |             |

##### Målvakt
| Spelare     | Skott mot sig | Räddningar | Insläppta mål | Räddningsprocent | Utvisningsminuter | Tid på isen |
| ----------- | ------------- | ---------- | ------------- | ---------------- | ----------------- | ----------- |
| Tuukka Rask | 19            | 16         | 3             | 0,842            | 0                 | 60:00       |
| Källa:      |               |            |               |                  |                   |             |

#### Philadelphia Flyers

##### Utespelare
| Spelare             | Mål | Assists | Poäng | +/− | Utvisningsminuter | Skott | Vunna tekningar (%) | Tacklingar | Tid på isen |
| ------------------- | --- | ------- | ----- | --- | ----------------- | ----- | ------------------- | ---------- | ----------- |
| James van Riemsdyk  | 1   | 2       | 3     | -1  | 0                 | 1     | —                   | 1          | 15:17       |
| Sean Couturier      | 1   | 1       | 2     | -1  | 2                 | 1     | 33                  | 4          | 16:49       |
| Kevin Hayes         | 0   | 2       | 2     | 0   | 0                 | 3     | 36                  | 1          | 19:22       |
| Joel Farabee        | 1   | 0       | 1     | -2  | 0                 | 3     | —                   | 1          | 17:19       |
| Ivan Provorov       | 0   | 1       | 1     | -1  | 0                 | 0     | —                   | 1          | 22:02       |
| Andy Andreoff       | 0   | 0       | 0     | -1  | 2                 | 0     | 78                  | 2          | 14:34       |
| Nicolas Aubé-Kubel  | 0   | 0       | 0     | -1  | 0                 | 2     | —                   | 5          | 15:42       |
| Connor Bunnaman     | 0   | 0       | 0     | 0   | 0                 | 1     | 67                  | 4          | 13:29       |
| Mark Friedman       | 0   | 0       | 0     | -1  | 0                 | 2     | 0                   | 2          | 10:10       |
| Shayne Gostisbehere | 0   | 0       | 0     | -1  | 0                 | 0     | —                   | 0          | 21:19       |
| Erik Gustafsson     | 0   | 0       | 0     | 0   | 0                 | 1     | —                   | 1          | 18:48       |
| Robert Hägg         | 0   | 0       | 0     | -1  | 0                 | 1     | —                   | 2          | 15:56       |
| Philippe Myers      | 0   | 0       | 0     | -2  | 0                 | 0     | —                   | 0          | 20:08       |
| Samuel Morin        | 0   | 0       | 0     | -1  | 0                 | 0     | —                   | 1          | 11:14       |
| Nolan Patrick       | 0   | 0       | 0     | -1  | 0                 | 1     | 60                  | 1          | 13:47       |
| Michael Raffl       | 0   | 0       | 0     | -2  | 0                 | 2     | 100                 | 3          | 16:39       |
| Travis Sanheim      | 0   | 0       | 0     | -2  | 0                 | 1     | —                   | 1          | 18:46       |
| Maksym Susjko       | 0   | 0       | 0     | -1  | 0                 | 0     | —                   | 1          | 13:33       |
| Källa:              |     |         |       |     |                   |       |                     |            |             |

##### Målvakt
| Spelare       | Skott mot sig | Räddningar | Insläppta mål | Räddningsprocent | Utvisningsminuter | Tid på isen |
| ------------- | ------------- | ---------- | ------------- | ---------------- | ----------------- | ----------- |
| Brian Elliott | 12            | 11         | 1             | 0,917            | 0                 | 20:00       |
| Carter Hart   | 23            | 17         | 6             | 0,739            | 0                 | 40:00       |
| Källa:        |               |            |               |                  |                   |             |